# ダグラス・ハミルトン (第8代ハミルトン公爵)

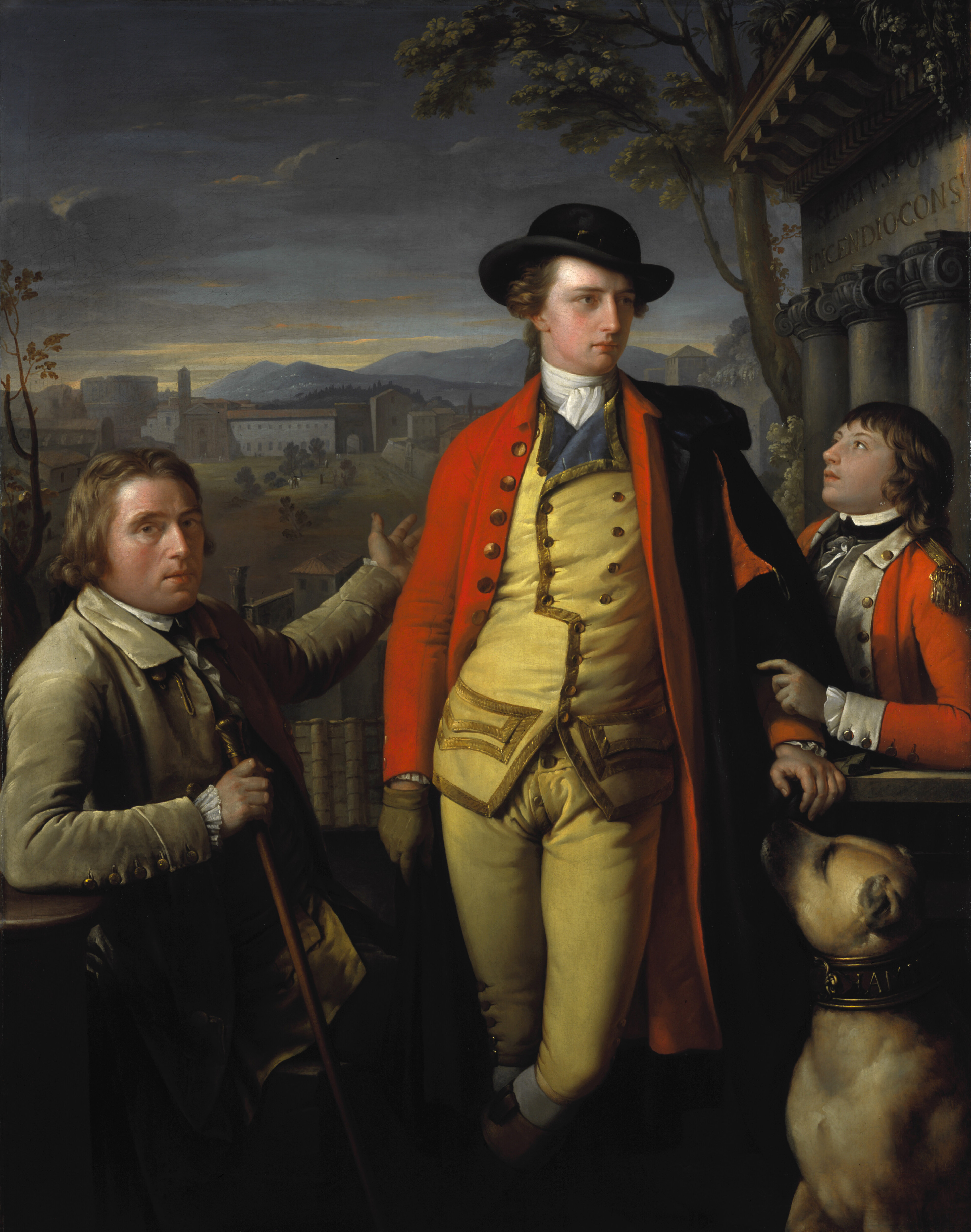
第8代ハミルトン公爵、ジョン・ムーア医師と同名の息子ジョン。1775年ごろから1777年ごろ、ゲイヴィン・ハミルトン画。

第8代ハミルトン公爵および第5代ブランドン公爵ダグラス・ハミルトン（英語: Douglas Hamilton, 8th Duke of Hamilton and 5th Duke of Brandon KT、1756年7月24日 – 1799年8月2日）は、グレートブリテン王国の貴族。第11代エグリントン伯爵アーチボルド・モンゴメリーの妻フランシス（Frances）や女優ハリエット・パイ・エステンと不倫関係を繰り返した末、1794年に妻エリザベス・アン（旧姓バレル）と離婚した。

## 生涯
第6代ハミルトン公爵および第3代ブランドン公爵ジェームズ・ハミルトンと妻エリザベス（Elizabeth、1790年12月20日没、旧姓ガニング（Gunning）、ジョン・ガニングの娘）の次男として、1756年7月24日にホリールード宮殿で生まれた。1769年7月7日に兄ジェームズ・ジョージが死去すると、ハミルトン公爵位とブランドン公爵位を継承した。
1772年初、医師ジョン・ムーアとその11歳の息子ジョンは8代ハミルトン公爵の母の求めを受けて、ハミルトン公爵のグランドツアー（1772年 – 1776年）に同行した。一行は1774年まで主にジュネーヴで過ごした後、ドイツを縦断してベルリンに向かい、続いてウィーン、ヴェネツィア、ローマ、ナポリ、フィレンツェを旅した。途中でハミルトン公爵と5歳年下のムーア（息子のほう）がフェンシングで遊んだとき、公爵がムーアを刺してしまうという事故もあったが、重傷ではなく、ムーア医師が公爵を安心させたこともあって2人は親しい友人になり、後にハミルトン公爵が医師の息子ジョンの議会入りを後援することとなる。
ブランドン公爵位がグレートブリテン貴族だったため、イギリス貴族として議会に招集されることを国王ジョージ3世に請願、請願を審議した裁判官12名は全会一致でその権利を認め、ブランドン公爵は1782年6月11日に貴族院に招集された。
1785年12月23日、シッスル勲章を授与された。1790年12月20日に母が死去すると、ハメルドンのハミルトン男爵位を継承した。
1794年3月17日から1799年8月2日までラナークシャー統監を務めた。
1799年8月2日、ハミルトン宮殿で死去した。嫡出子がおらず、ハミルトン公爵位やブランドン公爵位は叔父アーチボルドが継承したが、ハメルドンのハミルトン男爵位はジョージ・キャンベル（後の第6代アーガイル公爵）が継承した。死後、遺産を庶出の娘に譲ったため、アーチボルドはハミルトン宮殿の絵画や家具を買い戻すことを余儀なくされた。

## 家族
1788年4月5日、セント・ジョージ・ハノーヴァー・スクエアでエリザベス・アン・バレル（1837年1月17日没、ピーター・バレルの娘）と結婚した。
しかし、ハミルトン公爵は浮気を繰り返した。まず第11代エグリントン伯爵アーチボルド・モンゴメリーの妻フランシス（Frances）と不倫関係になり、フランシスは1788年2月にエグリントン伯爵と離婚した直後に公爵との間の娘を出産した。
ハミルトン公爵はコヴェント・ガーデン劇場で出演していた女優ハリエット・パイ・エステンとも愛人関係になった。ハミルトン公爵はエディンバラのシアター・ロイヤルの特許権所有者であり、シアターを経営していたスティーブン・ケンブルから経営権を取り上げて1792年7月にエステンに与えたほどエステンに入れ込んでいたが、この行動がエディンバラで論争を起こしたため、結局1793年には経営権がケンブルに返された。その後、エステンは1794年5月に女優業から引退、同年7月にハミルトン公爵との間で1人娘をもうけた。
- アン・ダグラス（1794年7月 – 1844年） - 1820年1月25日、第3代ロスモア男爵ヘンリー・ウェステンラー（英語版）と結婚、子供なし[7]

結局、ハミルトン公爵と妻エリザベス・アンは1794年に議会立法を経て離婚、エリザベス・アンはハミルトン公爵の死後の1800年8月19日に初代エクセター侯爵ヘンリー・セシルと再婚した。